# Acontias fitzsimonsi
Acontias fitzsimonsi — вид сцинкоподібних ящірок родини сцинкових (Scincidae). Мешкає в Південно-Африканській Республіці. Вид названий на честь південноафриканського герпетолога Вівіана Фітц-Сімонса.

## Поширення і екологія
Acontias fitzsimonsi мешкають на півночі Національного парку Крюгер на крайньому північному сході ПАР, можливо, також в сусідніх районах Мозамбіку і Зімбабве. Вони живуть в саванах серед піщаного ґрунту, на висоті 400 м над рівнем моря. Ведуть риючий спосіб життя.